# Burgårdens samrealskola med kommunalt gymnasium
Burgårdens samrealskola med kommunalt gymnasium i Göteborg var verksamt som läroverk från 1925 till 1966.

## Historia
Skolan började sin verksamhet som kommunal mellanskola 1 juli 1925 med lokaler i Landala- och Viktoriaskolorna. År 1938 flyttade man in i en ny skolbyggnad på Skånegatan uppförd efter ritningar av Sigfrid Ericson. Skolan ombildades 1948 till en samrealskola. Einar Lilie var rektor 1926–1955.
År 1960 tillkom ett kommunalt gymnasium. Skolan kallades därefter även Burgårdens samläroverk. Skolan kommunaliserades 1966 och hade efter denna tid inget högstadium och namnändrades då till Burgårdens utbildningscentrum, som sedan 2018 heter Burgårdens gymnasium. Studentexamen gavs från 1963 till 1968 och realexamen från 1926 till 1966.